# 世界社會主義網站
世界社会主义网站（英語：World Socialist Web Site，缩写为）是第四國際國際委員會的在线新聞和信息中心，具有明顯的托洛茨基主義趨向。該網站從1998年開始運作，主要財源來自捐款。
世界社會主義網站的內容包括政治、文化與歷史評論，以14種語言發行。Alexa.com 的網站排名將其列入最受歡迎的3萬個網站之一，也是社會主義組織網站之首。

## 外部連結
- 官方网站 (中文版) （页面存档备份，存于）

世界社会主义网站标志

- About the World Socialist Web Site